# Igaunijas riests
Igaunijas riests este o arie protejată (arie specială de conservare — SAC, sit de importanță comunitară — SCI, arie de protecție specială avifaunistică — SPA) din Letonia întinsă pe o suprafață de 161 ha, integral pe uscat.

## Localizare
Centrul sitului Igaunijas riests este situat la coordonatele 57°42′30″N 26°11′19″E / 57.7082°N 26.1885°E.

## Înființare
Situl Igaunijas riests a fost declarat arie de protecție specială avifaunistică în septembrie 2007 pentru a proteja 3 specii de animale. Alte tipuri de protecție:
- sit de importanță comunitară (în septembrie 2007)
- arie specială de conservare (în septembrie 2007)[1][3][4]

## Biodiversitate
Situată în ecoregiunea boreală, aria protejată conține 2 habitate naturale: Taiga vestică, Mlaștini împădurite.
La baza desemnării sitului se află mai multe specii protejate de  păsări (3): ciuvică (Glaucidium passerinum), huhurezul mic (Strix uralensis),  cocoș de munte (Tetrao urogallus).